# 符关
符关，又称为巴符关，是西汉与夜郎国交界的一个关隘，始记于西汉司马迁所著的《史记》一书，当时西汉汉武帝为了出奇兵攻打南越国，派郎中将唐蒙领兵从符关进入夜郎国，说服夜郎王多同归属汉朝，设立为汉朝的犍为郡，并准备从夜郎国沿牂柯江出兵攻打南越国。符关的具体位置目前有多种说法，主要说法为在今中国四川省合江县境内，这里是汉朝的符县，符关因此而得名，符关的对岸为今贵州省赤水市、习水县、桐梓县等地，皆为夜郎国故地。